# Kraljevsko geografsko društvo
Kraljevsko geografsko društvo (engl. Royal Geographical Society) je britansko znanstveno društvo osnovano 1830. pod nazivom Londonsko geografsko društvo (engl. Geographical Society of London) za unaprjeđenje geografskih znanosti pod patronatom kralja Williama IV. Obuhvatilo je 'Udruženje za promicanje otkrića unutarnjih dijelova Afrike'--poznato također kao Afričko udruženje--(osnovao Sir Joseph Banks 1788.), Raleighov klub i Palestinsko udruženje. Kraljica Viktorija je dodijelila Kraljevsku povelju društvu 1859. godine.

## Povijest
Članovi osnivači društva su Sir John Barrow, Sir John Franklin i Francis Beaufort. Društvo je bilo ključni suradnik i podupiratelj mnogih slavnih istraživača i ekspedicija, a neki od poznatijih među njima bili su:
- Charles Darwin
- James Kingston Tuckey
- David Livingstone
- William Ogilvie
- Scott of the Antarctic
- Richard Francis Burton
- John Hanning Speke
- George W. Hayward
- Henry Morton Stanley
- Ernest Shackleton
- Sir Edmund Hillary

Od sredine 19. stoljeća sve do kraja Prvog svjetskog rata ekspedicije pod pokroviteljstvom Kraljevskog geografskog društva često su bile prve novosti na novinskim naslovnicama, a novinari i urednici često su tražili mišljenje predsjednika i upravnih članova društva.
Danas je društvo vodeći svjetski centar za geografsko učenje - podupirući obrazovanje, podučavanje, istraživanje i znanstvene ekspedicije kao i promicanje javnog razumijevanja i uživanja u geografiji. Član je Znanstvenog vijeća (engl. Science Council). Društvo se spojilo s Institutom britanskih geografa te je poznato pod ispravnim nazivom kao Kraljevsko geografsko društvo (s Institutom britanskih geografa). Glavni uredi Društva nalaze se u Lowther Lodgeu u Kensingtonu u Londonu.

## Uprava i bivši predsjednici

### Vijeće
Društvom upravlja Kolegij staratelja (engl. Board of trustees) nazvan Vijeće (engl. Council) na čijem se čelu nalazi predsjednik. Članovi vijeća i predsjednik biraju se među drugovima (engl. Fellow), tj. članovima društva. Vijeće se sastoji od 25 članova od kojih 22 izabiru drugovi na službu u trogodišnjem trajanju. Uz izabrane staratelje postoje i počasni članovi (engl. Honorary members), među kojima je Duke of Kent kao počasni predsjednik i Michael Palin kao počasni dopredsjednik) koji sjede na vijeću.

### Odbori
Društvo ima pet specijalističkih savjetodavnih odbora
- Edukacijski odbor (Education Committee)
- Istraživački odbor (Research Committee)
- Ekspedicijski i terenski odbor (Expedition and Fieldwork Committee)
- Odbor za informacijske resurse (Information Resources Committee)
- Financijski odbor (Finance Committee)

### Izabrani popis bivših predsjednika
- Frederick John Robinson, 1st Viscount Goderich The Earl of Ripon (1830. – 1833.)
- Sir Roderick Murchison (1851. – 1853.)
- Sir Henry Creswicke Rawlinson (1871. – 1873. i 1874. – 1876.)
- Sir Clements Robert Markham (1893. – 1905.)
- Sir George Taubman Goldie (1905. – 1908.)
- Bojnik Leonard Darwin (1905. – 1911.)
- Pukovnik Sir Thomas Hungerford Holdich (1919. – 1922.)
- Sir James Wordie
- Raymond Priestley (1961. – 1963.)
- Sir Laurence Dudley Stamp (1963. – 1966.)
- Lord Shackleton (1971. – 1974.)
- Sir Crispin Tickell (1989. – 1993.)
- George Jellicoe, 2nd Earl Jellicoe (1993. – 1997.)
- John Palmer, 4th Earl of Selborne (1997. – 2000.)

## Članstvo
Postoje četiri kategorije individualnog članstva:

### Redovito članstvo
Bilo tko sa zanimanjem za geografiju može podnijeti zahtjev da postane članom RGS-a.

### Mladi geograf
Ljudi između 14 i 24 koji trenutno studiraju, nedavno diplomirani geograf ili srodni subjekt.

### Družba
Družba unutar društva se dodjeljuje svakome iznad 21 godine koji pokazuje opsežno sudjelovanje u geografiji (kroz istraživanje, publikacije, profesiju itd.) i/ili je bio redoviti član društva tijekom pet proteklih godina. Aplikanta mora predložiti i podržati postojeći drug, a izabire ga Vijeće. Drugovima je dopuštena uporaba postnominalnog FRGS.

### Postdiplomski član Društva
Otvoreno je svakom postdiplomskom studentu geografije ili pridruženom subjektu na britanskom sveučilištu.

## Povlašteni geograf
Od 2002. godine društvu je omogućeno dodjeljivanje statusa Povlaštenog geografa (engl. Chartered Geographer). Status Povlaštenog geografa mogu steći samo oni koji posjeduju akademski stupanj unutar geografije ili srodnih predmeta te imaju najmanje 6 godina geografskog iskustva ili 15 godina geografskog radnog iskustva za one bez stupnja. Biti nagrađen statusom Povlaštenog geografa omogućuje uporabu postnominalnih slova C Geog i dokaz je privrženosti kontinuiranom profesionalnom razvoju i najvišim profesionalnim standardima.
Povlašteni geograf (Učitelj) (engl. Chartered Geographer (Teacher)) je profesionalna akreditacija dostupna učiteljima koji mogu demonstrirati kompetentnost, iskustvo i profesionalizam u uporabi geografskog znanja ili vještina unutar i izvan učionice, te koji su privrženi održavanju svojih profesionalnih standarda kroz tekući kontinuirani profesionalni razvoj (CPD, engl. continuing professional development).

## Istraživačke grupe
Društvo nije samo znanstveno tijelo već također provodi istraživanja u sljedećim istraživačkim grupama.
| Istraživačke grupe                                     |                                                     |
| ------------------------------------------------------ | --------------------------------------------------- |
| Biogeografska istraživačka grupa                       | Britanska geomorfološka istraživačka grupa          |
| Istraživačka grupa za ekonomsku geografiju             | Istraživačka grupa za geografiju dokolice i turizma |
| Istraživačka grupa za geografsku informacijsku znanost | Istraživačka grupa za historijsku geografiju        |
| Istraživačka grupa za klimatske promjene               | Istraživačka grupa za kvantitativne metode          |
| Istraživačka grupa za planine                          | Istraživačka grupa za planiranje i ekologiju        |
| Istraživačka grupa za područja u razvoju               | Istraživačka grupa za političku geografiju          |
| Istraživačka grupa za populacijsku geografiju          | Istraživačka grupa za postsocijalističke geografije |
| Istraživačka grupa za povijest i filozofiju geografije | Istraživačka grupa za ruralnu geografiju            |
| Istraživačka grupa za socijalnu i kulturnu geografiju  | Istraživačka grupa za transportnu geografiju        |
| Istraživačka grupa za urbanu geografiju                | Istraživačka grupa za visokoškolsko obrazovanje     |
| Istraživačka grupa za zdravstvenu geografiju           | Istraživačka grupa za žene i geografiju             |
| Postdiplomski forum                                    | Radna grupa za participatorne geografije            |
| Radna grupa za prostor, seksualnosti i queer           | Ugovorno istraživanje i učiteljski forum            |

## Nagrade i priznanja
Društvo također dodjeljuje mnoge nagrade onim geografima koji su doprinijeli napretku geografije.
Najprestižnija nagrada su Zlatne medalje (engl. Gold Medals, Osnivačka medalja 1830. i Patronova medalja 1838.). Nagrada se dodjeljuje za "poticanje i promicanje geografske znanosti i otkrića", a potvrđuje ga Karlo III. Nagrada je prvotno bila godišnji dar od pedeset gvineja koju je kralj William IV. prvi put dodijelio 1831. s ciljem "utemeljenja premije za poticanje i promicanje geografske znanosti i otkrića". Društvo je odlučilo 1839. promijeniti ovu novčanu nagradu u dvije zlatne medalje: Osnivačku medalju (engl. Founder's Medal) i Patronovu (engl. Patron's Medal). Nagradu su dosad primili slavni geografi poput Davida Livingstonea (1855.), Naina Singha Rawata (1876.), baruna Ferdinanda von Richthofena (1878.), Alfreda Russela Wallacea (1892.), te Fredericka Courtneyja Selousa (1893.) kao i noviji dobitnici poput profesora Williama Morrisa Davisa (1919.), Sir Halforda Johna Mackindera (1945.), profesora L. Dudleyja Stampa (1949.), profesora Richarda Chorleyja (1987.) i profesora Davida Harveyja (1995.). Godine 2004. Harish Kapadia je dobio Patronovu nagradu za doprinose geografskim otkrićima i planinarenju na Himalaju, pa je tako postao drugi Indijac u povijesti koji je primio tu nagradu. Godine 2005. profesoru Sir Nicholasu Shackletonu dodijeljena je Osnivačka medalja za istraživanje u području kvartarne paleoklimatologije, a profesoru Jeanu Malaurieu je dodijeljena Patronova medalja za cjeloživotno proučavanje Arktika i njegovih stanovnika.
Ukupno društvo dodjeljuje 17 medalja i nagrada uključujući Počasno članstvo i Družbu.
Neke od ostalih nagrada koje društvo dodjeljuje uključuju:
- Victoria Medal (1902.) za "istaknute zasluge u istraživanju geografije"
- Murchsion Award (1882.) za "publikaciju koja će prema procjenama uvelike doprinijeti geografskoj znanosti u sljedećim godinama"
- Back Award (1882.) za "primijenjena ili znanstvena geografska istraživanja koja su izrazito doprinijela razvoju nacionalne ili internacionalne javne politike"
- Cuthbert Peak Award (1883.) za "ona napredna geografska znanja o ljudskom učinku na okoliš kroz primjenu suvremenih metoda uključujući promatranje zemlje i kartiranje"
- Edward Heath Award (1984.) za "geografsko istraživanje Europe ili svijeta u razvoju"

Društvo također dodjeljuje 16 priznanja u različite svrhe u rasponu od priznanja potvrđenim istraživačima preko ekspedicija i terenskih timova do fotografija i medijskih priznanja. Priznanja Ralph Brown i Gilchrist Fieldwork najveća su priznanja koje dodjeljuje društvo, a svako vrijedi £15,000.

## Više informacija
- Geographical Magazine
- Royal Scottish Geographical Society
- Royal Institution
- Popis Kraljevskih društava
- Znanstvena društva
- Popis britanskih profesionalnih tijela
- Povijest znanosti

## Vanjske poveznice
- Kraljevsko geografsko društvo
- Slikovna knjižnica Kraljevskog geografskog društva
- Službene web stranice Kraljevskog geografskog društva  Arhivirana inačica izvorne stranice od 25. siječnja 2008. (Wayback Machine) s ogromnim izborom RGS slika
- Arhivski materijal vezan uz Kraljevsko geografsko društvo pri Nacionalnom registru arhiva u UK-u